# Świerczynek (województwo mazowieckie)
Świerczynek – wieś w Polsce położona w województwie mazowieckim, w powiecie płockim, w gminie Drobin.
Administracyjnie na terenie wsi utworzono dwa sołectwa Świerczynek I i Świerczynek II.
| SIMC    | Nazwa   | Rodzaj    |
| ------- | ------- | --------- |
| 0563708 | Gajówka | część wsi |

W latach 1975–1998 miejscowość administracyjnie należała do województwa płockiego.